# قحطی چین (۱۹۰۶-۱۹۰۷)
قحطی ۱۹۰۶–۱۹۰۷ چین در مسیر میانی و پایینی رودخانه هوآی در دورهٔ حکومت دودمان چینگ از پاییز ۱۹۰۶ تا بهار ۱۹۰۷ در شمال استان‌های آن‌هوئی و جیانگسو رخ داد. این قحطی مستقیماً از پیامدهای سیل سال ۱۹۰۶ چین (آوریل تا اکتبر ۱۹۰۶) بود که به‌شدت به تولید محصولات کشاورزی در حاشیهٔ رودخانهٔ هوآی ضربه زد و محصولات تابستان و پاییز را نابود کرد.

## مناطق آسیب‌دیده

### آن‌هوئی شمالی
در ۲۱ دسامبر ۱۹۰۶، شن بائو گزارش داد که ۱۶ شهرستان در شمال آن‌هوئی دارای مرگ و میر بالایی هستند. به فرمان امپراتور گوانگسو در ۹ فوریهٔ ۱۹۰۷ دریافت مالیات کشاورزی از ساکنان ۴۰ شهرستان در شمال آن‌هوئی لغو شد.

### جیانگسوی شمالی
در ۲۹ نوامبر ۱۹۰۶، دوانفانگ، نایب‌السلطنهٔ دو استان یانگ‌تسه، از امپراتور گوانگسو درخواست کرد تا به جیانگسو اجازه دهد تا مالیات‌های امپراتوری را برای امدادرسانی در مقابل بلایای طبیعی اختصاص دهد. وی ۱۳ شهرستان را ''در معرض فاجعه'' ذکر کرد.

## شمار قربانیان
در ۲۱ دسامبر ۱۹۰۶، شن بائو، یک روزنامهٔ برجسته در شانگهای، گزارش داد که «تعداد دقیق کشته‌ها اخیراً در ۱۶ شهرستان در آن‌هوئی مشخص شده‌است» و به ۲۳٬۳۰۰ نفر رسیده‌است. روزنامه‌ای دیگر، گزارش داد که تعداد قربانیان روزانه به ۵٬۰۰۰ نفر می‌رسد.
جمعیت آن‌هوئی و جیانگسو تا سال ۱۹۱۱، ۴۲٫۱ میلیون نفر بود. دو برآورد در سال‌های بعد، مجموع تلفات ناشی از قحطی را بین ۲۰ تا ۲۵ میلیون نفر، نشان می‌دهند که به این معناست که اکثر جمعیت شمال آن‌هوئی و شمال جیانگسو از بین رفته‌اند، اما توضیحی در مورد نحوهٔ محاسبه ارائه نمی‌دهند.

نویسنده‌ای به‌نام بَس دیاندا، نوشته‌است: 
تشخیص تلفات ناشی از قحطی از تلفات ناشی از خشونت‌ها، بسیار دشوار است. با این‌حال، برخی برآوردها، تلفات این دوره را بین ۲۰ تا ۲۵ میلیون نفر اعلام می‌کنند. این رقم، شامل تلفات ناشی از گرسنگی و همچنین سرکوب است.» 

## امداد
برای نخستین بار در تاریخ دودمان چینگ، دولت، رسماً فعالیت سازمان‌های خصوصی را در کار امدادرسانی به بلایا ("官义合办") تأیید کرد و با آن‌ها همکاری کرد.
بیشتر کمک‌های خارجی، از سوی مبلغان آمریکایی تأمین می‌شد. صلیب سرخ آمریکا و روزنامهٔ آمریکایی کریستین هرالد بیش از دو سوم از کمک‌های خارجی ارسال‌شده به چین را تأمین کردند. کمیته‌ای به‌نام کمیتهٔ مرکزی امداد قحطی چین برای هماهنگی کمک‌های خارجی ایجاد شد.
در ۲۶ ژوئن ۱۹۰۷، نشریهٔ سیدنی مورنینگ هرالد، گزارش داد که آن بحران، در حال پایان است.